# Eddie Ndukwu
Eddie Ndukwu est un boxeur nigérian né le 1er juin 1950 à Lagos.

## Carrière
Eddie Ndukwu est médaillé d'or dans la catégorie des poids coqs aux championnats d'Afrique de Lagos en 1966 ainsi qu'aux Jeux de l'Empire britannique et du Commonwealth de Kingston en 1966.
Il passe ensuite dans la catégorie des poids plumes. Médaillé d'argent aux Jeux africains de Lagos en 1973, il est ensuite médaillé d'or aux Jeux du Commonwealth britannique de Christchurch en 1974 ainsi qu'aux championnats d'Afrique de Kampala en 1974.